# Campeonato de Wimbledon 1892
La edición 16.º del Campeonato de Wimbledon se celebró entre el 27 de junio y el 7 de julio de 1892 en las pistas del All England Lawn Tennis and Croquet Club de Wimbledon, Londres, Inglaterra.
El cuadro individual masculino lo iniciaron 27 jugadores mientras que el femenino lo iniciaron 7 tenistas.

## Hechos destacados
En la competición individual masculina se impuso el británico Wilfred Baddeley logrando el segundo título que obtendría en el torneo al imponerse en la final al británico Joshua Pim.
En la competición individual femenina la victoria fue para la británica Lottie Dod logrando el cuarto título que obtendría en Wimbledon al imponerse a la británica Blanche Bingley.

## Palmarés
| Seniors              | Vencedor                   | Resultado          | Finalista                         | Finalista |
| -------------------- | -------------------------- | ------------------ | --------------------------------- | --------- |
| Individual masculino | Wilfred Baddeley           | 4–6, 6–3, 6–3, 6–2 | Joshua Pim                        |           |
| Individual femenino  | Lottie Dod                 | 6–1, 6–1           | Blanche Bingley                   |           |
| Dobles masculino     | Ernest Lewis Harold Barlow | 4–6, 6–2, 8–6, 6–4 | Wilfred Baddeley Herbert Baddeley |           |

## Cuadros Finales

### Torneo individual  femenino
| Predecesor: 1891                                       | Campeonato de Wimbledon 1892 | Sucesor: 1893                                       |
| Predecesor: Campeonato nacional de Estados Unidos 1891 | Grand Slam 1892              | Sucesor: Campeonato nacional de Estados Unidos 1892 |

- Datos: Q762595